# Suspiria (pel·lícula de 2018)
Suspiria (sʊsˈpɪria,trad. «sospirs») és una pel·lícula de terror sobrenatural alemanya-estatunidenca de 2018 dirigida per Luca Guadagnino i escrita per David Kajganich, basada en la pel·lícula de 1977 del mateix nom dirigida per Dario Argento. És protagonitzada per Dakota Johnson, Tilda Swinton, Mia Goth, Angela Winkler, Ingrid Caven, Elena Fokina, Sylvie Testud, Renée Soutendijk, Christine LeBoutte, Fabrizia Sacchi, Małgosia Bela, Jessica Harper i Chloë Grace Moretz. Harper, la protagonista de la pel·lícula original, apareix en un paper diferent. Ambientada a Berlín en 1977, la trama segueix a una jove ballarina estatunidenca que s'inscriu en una prestigiosa acadèmia de ball controlada per un aquelarre de bruixes.
Un remake de Suspiria es va anunciar per primera vegada en 2008 després que Guadagnino adquirís els drets dels guionistes de la pel·lícula original, Argento i Daria Nicolodi. Guadagnino li va oferir el projecte al director David Gordon Green, però aquest va ser cancel·lat a causa de conflictes de finançament. Al setembre de 2015, Guadagnino va confirmar els seus plans de dirigir la pel·lícula, descrivint-la com un «homenatge» a la pel·lícula de 1977 en lloc d'un remake directe. Kajganich, qui anteriorment havia escrit el guió d'una altra pel·lícula de Guadagnino, A Bigger Splash (2015), va escriure un nou guió que ambientava l'acció de la pel·lícula durant la tardor alemanya de 1977 per a explorar temes de culpa generacional a Alemanya durant la Guerra Freda. A més, se centra en els temes de la maternitat, el mal i la dinàmica dels matriarcats.
A diferència de la pel·lícula original, que utilitza colors exagerats, Guadagnino va concebre Suspiria com visualment hivernal i ombrívola, sense colors primaris. La pel·lícula incorpora seqüències de ball estilitzades coreografiades per Damien Jalet, que formen part de la seva representació de la bruixeria. La fotografia principal es va realitzar a la fi de 2016 i principis de 2017 en Varese i Berlín. La banda sonora va ser composta pel cantant de Radiohead, Thom Yorke, qui es va inspirar en el krautrock creat en l'època de l'escenari de la pel·lícula. La pel·lícula està dedicada en memòria de l'editora en cap de Vogue Itàlia, Franca Sozzani, el director de cinema Jonathan Demme i Deborah Falzone.
Suspiria es va estrenar a la 75a Mostra Internacional de Cinema de Venècia l'1 de setembre de 2018. Als Estats Units, va ser estrenada en un llançament limitat per Amazon Studios a Los Angeles i Nova York el 26 d'octubre de 2018, on va recaptar més de $180,000 en el seu primer cap de setmana, marcant el llançament de taquilla més alt en cinemes de l'any. Després es va projectar el 31 d'octubre en ciutats selectes estatunidenques, abans d'un llançament ampliat el 2 de novembre de 2018. Va ser estrenada a Itàlia l'1 de gener de 2019 per Videa. Les crítiques a la pel·lícula han estat polaritzades; mentre que alguns l'elogien pels seus elements visuals i la seva actuació, altres han criticat el seu entorn històric-polític per ser innecessari o arbitrari en relació amb els seus altres temes.

## Trama
En 1977, Susie Bannion arriba a Berlín en plena tardor alemanya per a una audició per a l'Acadèmia de dansa Tanz. Ella té èxit fins i tot sense entrenament professional; no obstant això, la seva arribada coincideix amb la sobtada desaparició d'una altra estudiant, Patricia Hingle. El seu psiquiatre, Josef Klemperer, a qui va visitar per última vegada, té diaris que van ser deixats enrere, detallant que les matrones de l'Acadèmia són les bruixes i s'esbossen les tres mares que consisteixen en Mater Tenebrarum, Mater Lachrymarum i Mater Suspiriorum. Susie es fa amiga de la seva companya de classe, Sara Simms, mentre que el seu ball ràpidament comença a atreure l'atenció de la directora artística i coreògrafa de l'acadèmia, Madame Blanc.
Durant un assaig, l'amiga de Patricia i estudiant soviètica, Olga, acusa les matrones de ser responsables de la desaparició de Patricia, així com de practicar la bruixeria. Intenta fugir de l'escola, només per desorientar-se i quedar atrapada en una habitació; mentrestant, Susie realitza un ball per a Madame Blanc. No obstant això, els seus moviments infligeixen mal físic i violent en el cos d'Olga. Les matrones troben a Olga i l'arrosseguen amb grans ganxos. Més tard, voten de manera informal per la nova líder de l'aquelarre que resulta ser la Mare Markos, una bruixa anciana que durant molt de temps ha governat l'aquelarre, per sobre de Blanc. També comencen a conspirar per usar Susie com a cos amfitrió per a Markos. La senyoreta Griffith, una matrona tímida, se suïcida.
Susie ràpidament ascendeix com la protegida de Blanc, la qual cosa li atorga el paper de protagonista a Volk, una actuació pròxima i anticipada per a l'acadèmia. Mentrestant, Klemperer sospita de les matrones i convoca a Sara al seu apartament per a mirar els diaris de Patricia. Inicialment escèptica, Sara investiga i descobreix un corredor ocult que condueix a la mütterhaus, un santuari interior on el clan té els seus rituals ocults. Ella és descoberta per les matrones abans de l'actuació de Volk, qui fan aparèixer forats al sòl, causant que Sara es trenqui una cama. No obstant això, Sara emergeix a meitat de l'actuació, ballant la seva part amb precisió robòtica i en un tràngol hipnòtic; Klemperer observa mentre els ulls de Susie i Sara semblen canviar de color, els de Sara es tornen blaus i les de Susie es tornen marrons. Quan l'actuació arriba a la seva fi, Sara es desploma de dolor. Madame Blanc reprèn Susie per interferir en els assumptes de les matrones.
Klemperer disposa els diaris de Patricia i torna a la seva datxa a Alemanya Oriental, on es troba amb Anke, la seva esposa que va desaparèixer durant la guerra. Anke revela que va fugir a Anglaterra després d'haver escapat dels nazis. La parella camina, i finalment passa per la frontera cap a l'oest de Berlín, evadint la seguretat. La seva esposa s'esfuma en el no-res i Klemperer descobreix que ho han portat a l'acadèmia per a un aquelarre de bruixes imminent, on és emboscat per les matrones. Susie és conduïda a la mütterhaus, on descobreix a les matrones, juntament amb Blanc i Markos i un Klemperer incapacitat. Sota un encanteri, Sara és mutilada per començar l'aquelarre, i Blanc intenta intervenir en el ritual. Enfurida, Markos ataca a Blanc, gairebé decapitant-la. Susie aparentment accepta el seu destí com el nou recipient de Markos, només per a revelar-se com Mater Suspiriorum, present allí per a reclamar l'acadèmia i aniquilar l'aquelarre corrupte. Ella convoca a una encarnació de la Mort, que mata a Markos i causa que explotin els caps de les matrones que la van secundar.
A Patricia, Olga i Sara, totes físicament devastades, Susie les concedeix una mort compassiva i indolora mentre les ballarines restants continuen dansant. Klemperer es desperta l'endemà al matí en un estat catatònic mentre l'acadèmia continua les seves operacions. La senyoreta Vendegast descobreix Blanc a la vora de la mort però viva a la cambra. Susie, ara com a Mare Suspiriorium, visita Klemperer i revela que Anke va morir al camp de concentració de Theresienstadt després de ser capturada pels nazis. En tocar-lo, Klemperer sofreix un atac violent que esborra els seus records. Susie sw'n va immediatament després.
Al final, en l'actualitat, es mostra la paret de la casa de Klemperer, on jeu un cor tallat amb les seves inicials i les de la seva esposa, que ha perdurat en el temps.
En una escena després dels crèdits, es veu a Susie al carrer, tocant a algú per a després anar-se'n.

## Elenc i personatges
- Madame Veva Blanc (Tilda Swinton) és la coreògrafa principal de l'Acadèmia Markos, qui reconeix el talent en brut de Susie i la converteix en la seva protegida.[3] Blanc ha estat amb l'acadèmia i l'aquelarre des de la Segona Guerra Mundial, i ha basat part del seu treball completat durant aquest període en resposta a ella.[4] Ella intenta prendre el control de l'aquelarre i ser triada com la seva nova líder, però perd un vot de facto contra el seu matriarca de llarga data, Helena Markos.
- Susie Bannion (Dakota Johnson) és una jove estatunidenca que arriba a l'Acadèmia Markos, «acabada de sortir» d'una granja mennonita a Ohio.[3] Des de la seva infància, s'ha sentit atreta per la ciutat de Berlín, i en particular per Madame Blanc, per la qual cosa ha viatjat diverses vegades a Nova York, en contra de la voluntat dels seus pares, per veure el treball de Blanc en viu. Inicialment, Susie encarna modèstia i ingenuïtat, però a mesura que la pel·lícula progressa, es torna més «cosmopolita» i més còmoda dins de l'acadèmia.[3] Al final de la pel·lícula, ella es revela com una encarnació de Mare Suspiriorum, una de Les tres mares, un trio de bruixes antigues que antecedeixen el cristianisme i de qui són devotes en l'aquelarre.[5] Johnson descriu l'evolució de Susie com «molt intern... Susie és diferent, però ella no ho sap. Ella només sent aquesta estirada, aquest imant, aquesta cosa, per ballar i ella ha d'anar a Berlín. Ella ha d'estar amb Madame Blanc. És com si ella hagués nascut al lloc equivocat».[6]
- Dr. Josef Klemperer (Tilda Swinton, com Lutz Ebersdorf)és un psicoterapeuta racional que encara sofreix l'impacte de la Segona Guerra Mundial,[7] ha perdut la seva esposa, Anke, el 1943, durant el terrible règim nazi a Alemanya. Després que Patricia, la seva pacient, li contés que l'Acadèmia Markos està controlada per bruixes, considera que això és una il·lusió, suposant que l'aquelarre del qual parla és de fet un grup polític perillós que ella converteix en una «mitologia construïda».[8] Un crític interpreta el seu paper en la narrativa com el d'un «testimoni», com ell va ser testimoni de l'aixecament nazi, i és triat per a donar testimoniatge de l'aquelarre de les bruixes.
- Sara Simms (Mia Goth) és una estudiant rica i «burgesa» qui inicialment es fa amiga de Susie,[3] però es mostra desconfiada d'ella a mesura que augmenta el seu estatus dins de l'acadèmia i l'aquelarre.[7] Les seves sospites de l'acadèmia, provocades per una reunió amb Klemperer, la porten a investigar més a fons. Goth va declarar que Guadaganino va descriure a Sara com «el conill que porta a l'audiència pel forat del cau. Ella és la més humana dels personatges, la que sent el que el públic sent».[9]
- Olga Ivanova (Elena Fokina) és un estudiant de l'acadèmia de la Unió Soviètica. Ella ha sospitat de l'acadèmia i les matrones, i intenta anar-se'n abruptament després que la seva amiga i companya, Patricia, desapareix; no obstant això, la fugida d'Olga es veu frustrada per les matrones, que utilitzen Susie (desconeguda per ella) com un mitjà per a danyar-la.[10]
- Srta. Tanner (Angela Winkler), Srta. Vendegast (Ingrid Caven), Srta. Griffith (Sylvie Testud), Srta. Huller (Renée Soutendijk), Srta. Balfour (Christine LeBoutte), Srta. Millius (Alek Wek) i Pavla (Fabrizia Sacchi) —entre altres— són les matrones de l'acadèmia que, juntament amb Madame Blanc, conformen el seu personal docent i administratiu.[11] Un aquelarre de poderoses bruixes, les matrones resideixen en l'acadèmia i formen el seu propi cercle social insular.[11] Algunes tenen rols específicament nomenats; Vendegast, per exemple, és la que administra els dormitoris de l'acadèmia, mentre que Balfour exerceix com a dissenyadora artística i costurera. El servei de matrones en les operacions de l'acadèmia funciona per a promoure el llegat del seu líder matriarcal, Helena Markos, qui necessita el cos d'una jove ballarina per sobreviure.[12]
- Helena Markos (Tilda Swinton) és una bruixa antiga, la matriarca de l'aquelarre, i per qui es nomena l'acadèmia. Pel fet que està greument desfigurada per l'edat i malalties, necessita un nou cos per a sobreviure, un dilema que es converteix en el principal objectiu de les matrones per a resoldre.[12] Markos ha guiat falsament a les matrones a creure que ella és de fet la Mare Suspiriorum; pel fet que les matrones busquen servir a «les totpoderoses» Tres Mares. Aquesta afirmació eleva el seu estatus dins de l'aquelarre, prolongant el seu regnat.[5]
- Patricia Hingle (Chloë Grace Moretz) és una estudiant de l'acadèmia a qui, abans de l'arribada de Susie, Blanc i les altres matrones havien preparat per a ser el nou cos de Markos. Ella desapareix el dia abans que Susie sigui admesa en l'acadèmia, després de reclamar temerosament a Klemperer, el seu psicoterapeuta, que l'acadèmia està controlada per bruixes. Ella és una simpatitzant de la Fracció de l'Exèrcit Roig (RAF), la qual cosa porta als seus companys a presumir que va desaparèixer voluntàriament per a participar en activitats terroristes.
- Sra. Bannion (Małgosia Bela) és la mare de Susie, qui jeu en el seu llit de mort a Ohio mentre Susie es dirigeix a Berlín. Narrat a través de flashbacks, es conta que la Sra. Bannion és una menonita estricta que maltractava a Susie quan era nena, incloent cremar-li la mà amb una planxa després d'enxampar-la masturbant-se. Quan va ser ungida just abans de la seva mort, ella descriu a Susie com «el seu pecat» amb el qual ella «va tacar al món».[13]
- Anke Meier (Jessica Harper) és l'esposa de Josef Klemperer, qui va desaparèixer durant el règim nazi a Berlín, en 1943. La seva desaparició afecta a Klemperer en la seva vellesa. Harper la descriu com el «fil emocional que travessa el centre de la pel·lícula».[14]

## Producció

### Desenvolupament
Un remake de Suspiria (1977) va ser anunciat originalment el 2008 pel director David Gordon Green, qui hi havia coescrit un guió amb el seu dissenyador de so. El 2007, Luca Guadagnino va convèncer als creadors de la pel·lícula original Dario Argento i Daria Nicolodi perquè li permetessin optar per un remake de la pel·lícula. Posteriorment, Guadagnino li va oferir a Green l'oportunitat de dirigir el projecte. Green va triar a Isabelle Huppert i Janet McTeer, així com a Isabelle Fuhrman per a formar part de l'elenc. Green Green va descriure el seu guió com a «operístic». Ell va elaborar: «M'encanta la pel·lícula de Argento i escrivim una òpera molt fidel i extremadament elegant; […] No em refereixo a l'òpera musical, però seria una música increïblement accentuada, i un escenari elevat, molt operístic i elegant». No obstant això, segons Green, els conflictes amb l'estudi que finançava la producció van donar com a resultat que el projecte fos rebutjat.
Al setembre de 2015, a la Mostra Internacional de Cinema de Venècia, Guadagnino va anunciar plans per a dirigir una «remake» amb els quatre actors principals de la seva pel·lícula A Bigger Splash (2015), que es va estrenar en el mateix festival en aquest any. Guadagnino va revelar que la seva versió se situaria a Berlín al voltant de 1977 (l'any en què es va estrenar la pel·lícula original), i se centraria temàticament en «la força inflexible de la maternitat». Guadagnino va dir explícitament que la pel·lícula no és un remake, sinó que és un «homenatge» a la «emoció poderosa» que va sentir quan va veure la pel·lícula original per primera vegada: «Estava tan terroritzat, però com sempre quan alguna cosa em terroritza, vaig ser completament atrapat. Crec que el procés de com aquesta pel·lícula va influir en la meva psique probablement encara no s'ha detingut, que és una cosa que succeeix sovint quan et topes amb una seriosa obra d'art com Suspiria. Crec que la pel·lícula que vaig fer, d'alguna manera, [representa] algunes de les capes de [la meva] educació, veient la pel·lícula per primera vegada i pensant en ella i obsessionat amb ella». Guadagnino va declarar més tard, en 2018, que sentia que Suspiria era la seva «pel·lícula més personal» fins avui. La pel·lícula va ser una coproducció entre els Estats Units i Itàlia.

### Guió
El guió va ser escrit pel guionista estatunidenc David Kajganich, qui anteriorment havia escrit A Bigger Splash (2015) de Guadagnino, i també havia desenvolupat la sèrie de televisió britànica The Terror. Encara que Kajganich va admetre no ser fanàtic de la pel·lícula original, va acceptar escriure un guió per a Guadagnino. Kajganich va intentar modelar el guió amb una atenció als aspectes pràctics que va sentir que van ser ignorats en moltes pel·lícules de terror, explorant el funcionament intern de l'aquelarre, la seva jerarquia i com exerceix influència sobre els estudiants. Va realitzar recerques sobre bruixeria i aquelarres, així com sobre les preocupacions feministes de l'època.
Kajganich va triar per a establir la pel·lícula a Berlín en 1977 –l'any en què es va estrenar la pel·lícula original– durant el Tardor alemanya. La pel·lícula comença poc després del segrest del Vol 181 de Lufthansa, amb la finalitat d'insinuar «preocupacions temàtiques majors», específicament la resposta dels joves a la negativa dels seus pares i avis a la culpabilitat alemanya en la Segona Guerra Mundial. Kajganich va utilitzar el tumult polític de l'època com un mitjà per a contextualitzar la trama central que envolta a l'acadèmia de ball de Markos, «on un estatunidenc està rebent la seva educació d'una manera en la qual podria veure's un feixisme de tipus modern». Per a inspirar-se, Kajganich va estudiar la literatura femenina de l'època, així com les pel·lícules del cineasta contemporani alemany Rainer Werner Fassbinder, i «va escoltar molt a [la cantant alemanya] Nico».
Els interessos de Guadagnino en el guió de Kajganich es van centrar en gran manera en l'element de la trama de la bruixeria i la solidaritat entre les dones, que «ha estat pervertit per la història oficial i les religions oficials com fer un tracte amb el diable. La bruixeria que m'interessa també té molt a veure amb el que, psicoanalíticament, es diu el concepte de la terrible mare, que també es pot veure en algunes religions, particularment en la deessa Kali». En mantenir la pel·lícula ambientada en una acadèmia de ball (com en l'original), Kajganich va proposar que les bruixes transmetessin els seus encanteris a través del moviment: «Llavors té sentit total de per què un aquelarre s'amagaria en una companyia de dansa, perquè podrien exercir la seva influència de manera pública, sense que el públic s'adonés». Kajganich va explicar aquest concepte a Guadagnino durant les seves primeres converses, i posteriorment va formar el guió utilitzant la dansa com una narrativa central a través de la línia. Guadagnino també va ser entusiasta en resposta a l'escenari de Kajganich de la pel·lícula, comentant: «La pel·lícula de Dario era una espècie de caixa autònoma de delícies carnoses, que no estava en relació amb el moment en què es va fer. Va ser massa una oportunitat perquè David i jo diguem: ‘És 1977 – lidiem-lo, fem-ho el centre de la història’».

### Càsting

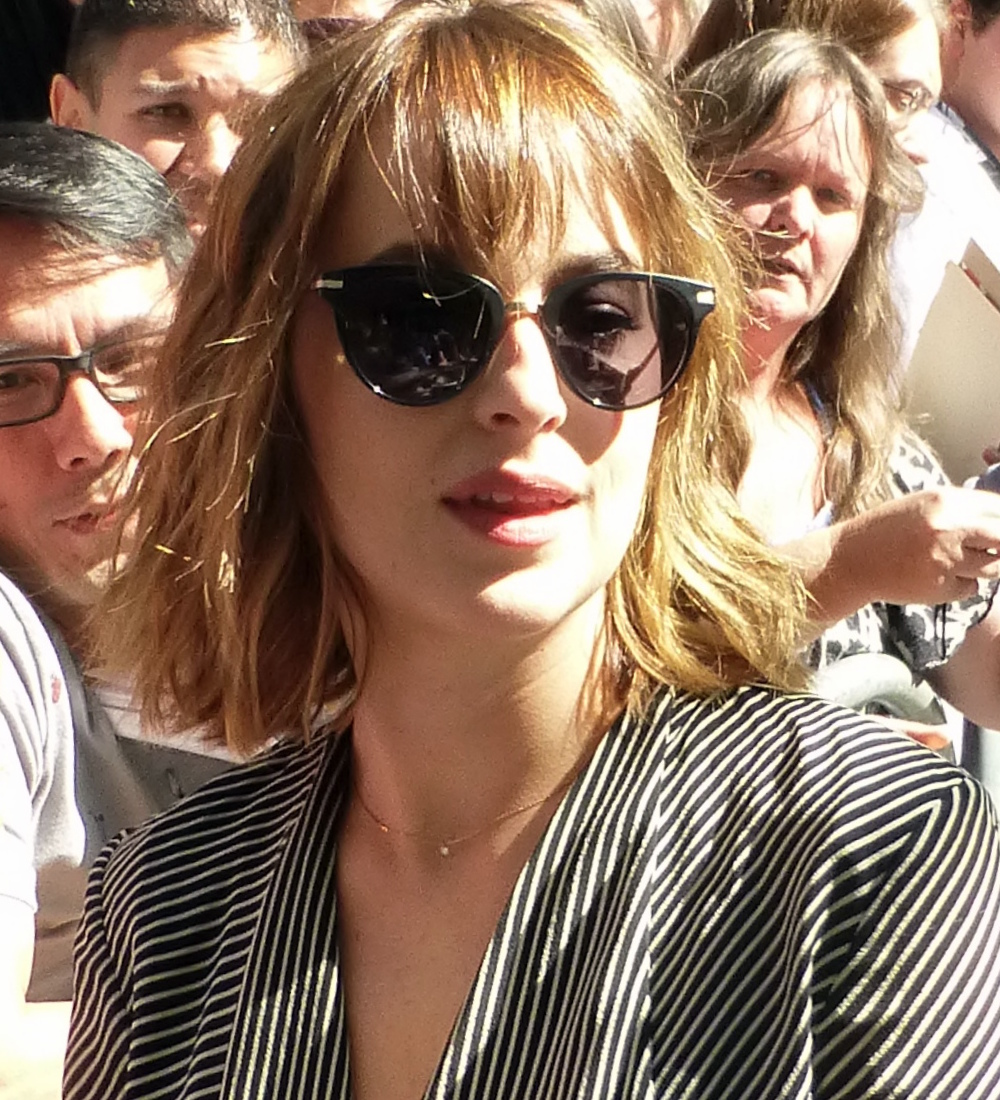
Dakota Johnson va ser triada per a protagonitzar la cinta després d'aparèixer en la pel·lícula de Guadagnino A Bigger Splash (2015).

El 23 de novembre de 2015, Guadagnino va confirmar que Tilda Swinton i Dakota Johnson havien estat escollides per participar de la pel·lícula i que el rodatge estava programat per a començar a l'agost de 2016, amb un llançament previst per a 2017. A Johnson se li va demanar que interpretés el paper de Susie Bannion mentre filmava A Bigger Splash. Després de veure la pel·lícula original, Johnson va acceptar comprometre's amb el projecte. «Òbviament estava realment compromesa, considerant a Lucca com a persona, col·laborador i artista», va dir Johnson. «Només vols anar a qualsevol aventura amb ell».
Swinton, una amiga i col·laboradora freqüent de Guadagnino, qui també va ser coprotagonista en A Bigger Splash, va tenir tres rols en aquesta cinta: Madame Blanc, la coreògrafa principal de l'acadèmia; Helena Markos, la seva decrèpita matrona; i el Dr. Josef Klemperer, un psicòleg que s'embolica en l'aquelarre. En el rol de Klemperer, Swinton està acredita com «Lutz Ebersdorf». Swinton va dir que modelava la seva interpretació de Madame Blanc a partir de Martha Graham i Pina Bausch, a les que sentia encarnades «de la forma en què Madame Blanc alça la seva silueta, el seu arrelament descalç, la coreografia precisa de la seva relació amb un cigarret darrere l'altre».
A l'octubre de 2016, Chloë Grace Moretz va ser triada com Patricia Hingle, una estudiant que desapareix de l'acadèmia, mentre que Mia Goth va ser triada com Sara, una altra ballarina de l'acadèmia. Moretz va comentar sobre la seva participació en la pel·lícula: «No s'assembla a cap altre procés de direcció en el qual hagi participat […] Luca és Luca i no hi ha manera de confondre’l amb una altra cosa. Ell deixarà que facis les coses més boges en la pantalla i no pestanyejarà, ell et dirà que vagis més lluny».
També van ser triades les actrius europees Sylvie Testud, Angela Winkler, Fabrizia Sacchi, i Renée Soutendijk, cadascuna com a matrones de l'acadèmia. Les models Małgosia Bela i Alek Wek apareixen en el seu debut cinematogràfic com la mare de Susie i una altra de les matrones de l'acadèmia, respectivament. Jessica Harper, qui va interpretar a Suzy Bannion en la pel·lícula original, també es va unir a l'elenc com Anke Meier, l'esposa de Klemperer, qui va desaparèixer durant la invasió nazi. Guadagnino li va demanar a Harper que aparegués en un cameo, però sota la disposició que podria actuar si parlava en alemany. Per a preparar-se, va prendre classes d'alemany en una escola de Berlitz.

#### Lutz Ebersdorf

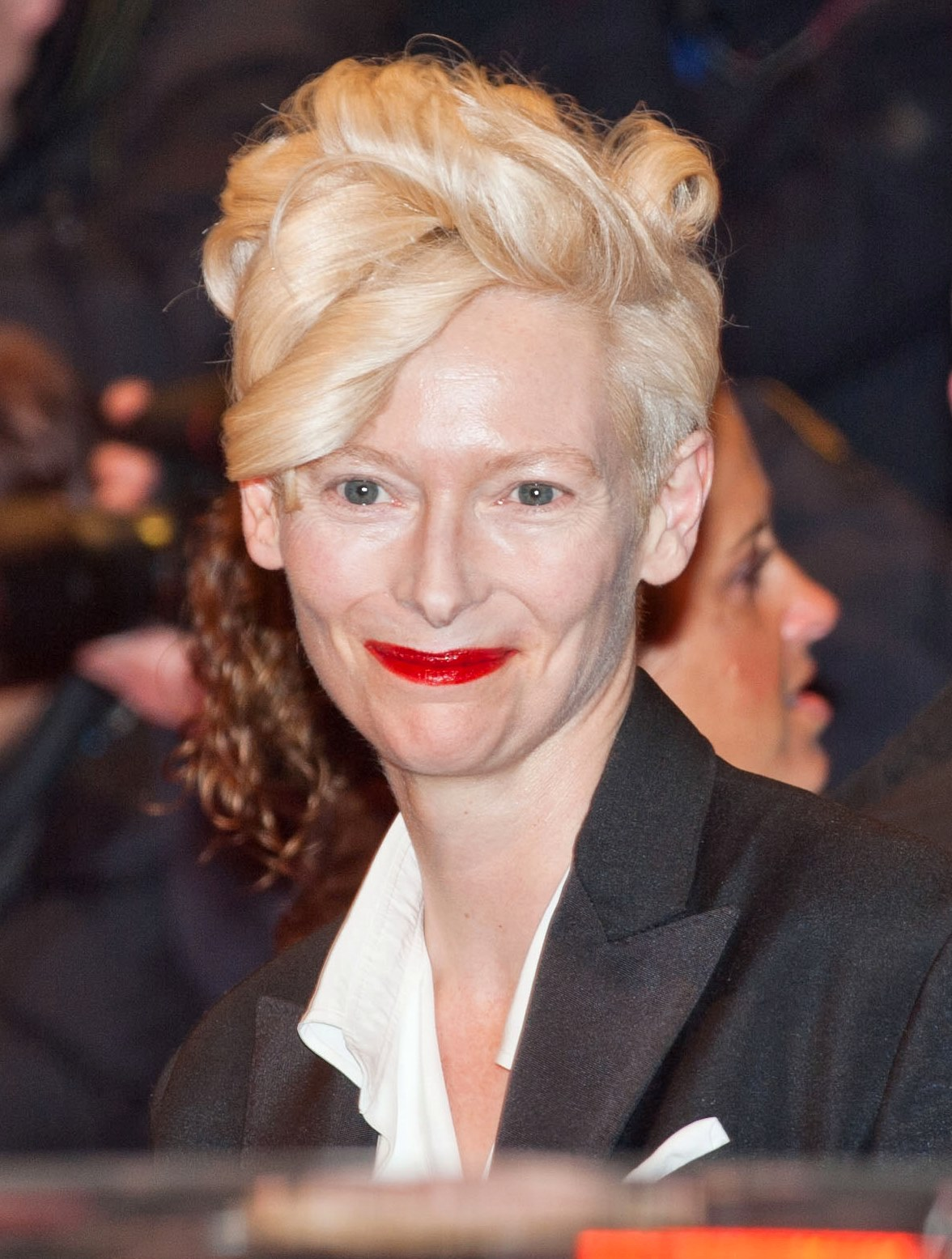
A més dels seus papers com a Madame Blanc i Helena Markos, Swinton va ser triada per a interpretar a un psiquiatre de sexe masculí d'edat avançada, Josef Klemperer; en aquest paper, se l'acredita com «Lutz Ebersdorf».

El paper del Dr. Josef Klemperer és interpretat per Tilda Swinton, encara que està acreditada com Lutz Ebersdorf en la pel·lícula i en el seu material promocional, i els realitzadors van sostenir que Ebersdorf era un veritable psicoanalista fins a un mes després de l'estrena de la pel·lícula.
Al març de 2017, es van publicar en línia fotografies d'un home aparentment ancià vist en el set de la pel·lícula, i es va identificar a l'home com Swinton en un pesat maquillatge protètic. Al febrer de 2018, Guadagnino va qualificar l'afirmació de «notícies falses», dient que l'home no era Swinton sinó que de fet era un actor alemany anomenat Lutz Ebersdorf en el seu debut en la pantalla, qui interpreta a un psicoanalista anomenat Josef Klemperer en la pel·lícula i era un psicoanalista de veritat. IndieWire va qüestionar la veracitat de la declaració de Guadagnino a causa del sospitós perfil de IMDb de Ebersdorf i, d'altra banda, a la falta de presència en línia d'aquesta persona. La directora de càsting de la pel·lícula i la productora executiva Stella Savino van respondre a IndieWire, dient que «el personatge del Dr. Klemperer ha estat interpretat pel professor Lutz Ebersdorf, un psicoanalista i no un actor professional». Durant una conferència de premsa posterior a l'estrena de la pel·lícula l'1 de setembre de 2018 a Venècia, Swinton va llegir una carta suposadament escrita per Ebersdorf, a causa de la seva absència, que deia: «Soc un individu privat que prefereix romandre privat. […] Encara que sospito fortament que Suspiria serà l'única pel·lícula en la qual aparegui, m'agrada el treball i no m'importa aixecar-me molt d’hora».
Escrivint per Vanity Fair, Joanna Robinson va informar que quan la pel·lícula es va projectar al Fantastic Fest a Austin, Texas, el 23 de setembre de 2018, l'audiència estava segura que Swinton interpretava el paper de Klemperer. Robinson va especular que els cineastes van escriure el paper i van triar Swinton perquè la pel·lícula tingués una perspectiva tant externa com narrativa del poder femení. Per a setembre de 2018, IMDb havia eliminat el perfil de Ebersdorf i havia acreditat a Swinton com a intèrpret de Klemperer sota l'àlies de «Lutz Ebersdorf»
A l'octubre de 2018, Swinton li va dir a The New York Times que el Dr. Klemperer era interpretat per Lutz Ebersdorf i Ebersdorf era interpretat per ella. Quan li van preguntar per què interpretava a Ebersdorf, va dir: «Per pura diversió, sobretot […] La intenció mai va ser enganyar a ningú. Malgrat el sorprenent [maquillador] Mark Coulier, sempre va ser la nostra idea el que hi hagués alguna cosa sense resoldre sobre la identitat de Klemperer». Swinton li va demanar al departament de maquillatge que fes un penis protètic, que ella va usar durant el rodatge. Swinton va escriure la biografia d’ Ebersdorf a IMDb. Guadagnino va declarar en una entrevista posterior en Vulture que diversos dels actors de la pel·lícula creien que Ebersdorf era una persona real, específicament Ingrid Caven, qui no sabia que Swinton estava disfressada fins al moment de rodar.

### Rodatge

#### Ubicacions i disseny
Mentre que algunes preses van tenir lloc al Palazzo Estense (a Varese, Itàlia) al desembre de 2016, el lloc central de rodatge va ser el Grand Hotel Campo dei Fiori (també situat en Varese), que va servir com l'Acadèmia de Dansa Markos. Mentre que en la pel·lícula l'hotel sembla estar situat a Alemanya Occidental al llarg del Mur de Berlín, la ubicació real de l'edifici es troba en un cim de muntanya remota amb vista a Varese.
Inbal Weinberg, la dissenyadora de producció de la pel·lícula, va vestir els interiors del Grand Hotel Camp dei Fiori amb apòsits i mobles de diverses dècades per a donar-li un «sentiment intencionadament fora de temps». Es van utilitzar dissenys geomètrics Bauhaus alemanys per a uns certs interiors, com les catifes de l'apartament de Madame Blanc, mentre que l'arquitectura modernista va servir com un punt de referència constant. La cuina Frankfurt, una cuina equipada de producció massiva introduïda en 1926, va ser la base per al disseny de la cuina de les matrones, així com la Casa Sonneveld en Rotterdam. En dissenyar els dormitoris de les ballarines, Weinberg els va vestir amb cartells de bandes underground contemporànies i mobles «enganxosos» de la dècada de 1970. La dissenyadora de vestuari Giulia Piersanti va seleccionar roba vintage del període que era «acolorit, però no necessàriament brillant». Moltes de les disfresses de la pel·lícula es van comprar en un magatzem de roba usada a Prato, Itàlia.
Per a l'escena culminant de l'aquelarre de la pel·lícula, la producció va usar una loggia a l'hotel, emplenant les seves voltes que després es van cobrir meticulosament amb cabells trenats. «Va ser idea de Lucca usar el cabell», va dir Weinberg. «Conceptualment decidim que la textura de la paret és el pèl de les víctimes». Completar el procés de teixir el cabell artificial li va prendre setmanes a l'equip de disseny.

#### Fotografia principal
El rodatge va començar en Varese, Itàlia, el 31 d'octubre de 2016, i es va completar a Berlín el 10 de març de 2017. El primer assistent de direcció de la producció es va trencar una cama durant la filmació després de caure en un dels sets.
Les condicions de filmació en el Grand Hotel Camp dei Fiori van ser descrites com a incòmodes pel repartiment i l'equip, ja que la pel·lícula es va rodar en els mesos d'hivern i l'hotel es va escalfar ineficientment amb calefactors. L'hotel, que havia estat abandonat per diverses dècades, havia estat adornat amb torres de senyal en el terrat; Guadagnino va recordar un «senyal constant provinent de les antenes que ens va fer a tots molt febles i cansats», mentre que Johnson va declarar que en l'edifici circulaven corrents elèctrics lleus, la qual cosa va provocar que l'elenc i l'equip es colpegessin mútuament inadvertidament. Ella va comentar retrospectivament que el procés de filmació «em va fotre tant que vaig haver d'anar a teràpia». Més tard va ampliar aquesta afirmació, dient que el procés de filmació «no va ser traumàtic» i, en canvi, «el més divertit i el més emocionant i el més alegre que podria ser... [però] quan treballes a vegades amb temes foscos, pot quedar-se amb tu i després parlar amb algú realment amable sobre el tema és una bona manera de seguir endavant amb el projecte». Harper, qui va treballar en la pel·lícula només per diversos dies però va ser present durant parts del rodatge, va comparar el lloc amb una «casa embruixada […] Era freda, fosca i aterridora […] la qual cosa era apropiat, però no són circumstàncies ideals per a rodar».

#### Cinematografia
Igual que la seva predecessora, Suspiria va ser gravada en pel·lícula de 35 mm. El director de fotografia Sayombhu Mukdeeprom, qui anteriorment havia treballat en la pel·lícula de Guadagnino Digue'm pel teu nom (2017), va estar a càrrec de rodar la pel·lícula. Per a aconseguir un efecte d'estil dels anys 70, la pel·lícula utilitza càmera lenta i nombrosos zoom de càmera típics del període, àdhuc l'ús recurrent de zoom instantanis.
En contrast amb la cinta original, la pel·lícula de Guadagnino no utilitza colors primaris. Va descriure l'aparença de la pel·lícula com a «hivernal, malvada i molt fosca». Segons Guadagnino, la decisió de no usar colors primaris es va prendre d'acord amb l'ombrívol escenari de la pel·lícula enmig d'Alemanya a la «vora d'una guerra civil». En lloc d'utilitzar colors cridaners com Argento va fer en la seva pel·lícula original, Guadagnino va declarar que ell i Mukdeeprom «van ser per una presa diferent. Darío Argento i siguem sincers, Luciano Tovoli, el seu meravellós director de fotografia, van decidir optar per una expressió extremadament expressionista com una manera de desxifrar l'horror, que va partir de l'obra de Mario Bava. La forma en què van fer aquests colors — no sols gels simples enfront de les llums, estaven usant vellut i realment estaven esculpint la llum — ha influenciat als cineastes durant tant de temps. Crec que tot el que es podria haver dit a través d'aquest estil s'ha dit».
En optar per una paleta de colors més apagada, els cineastes van usar el treball del director de fotografia Michael Ballhaus en les pel·lícules de Rainer Fassbinder com a punts de referència, així com el treball de l'artista modernista Balthus, de qui Guadagnino va sentir que ha «creat una estranya inquietud i por». Les composicions, el vestuari i el disseny d'escenografia van ser dissenyats tenint en compte això, i destaquen de manera prominent marrons, negres, blaves i verdes.

### Coreografia

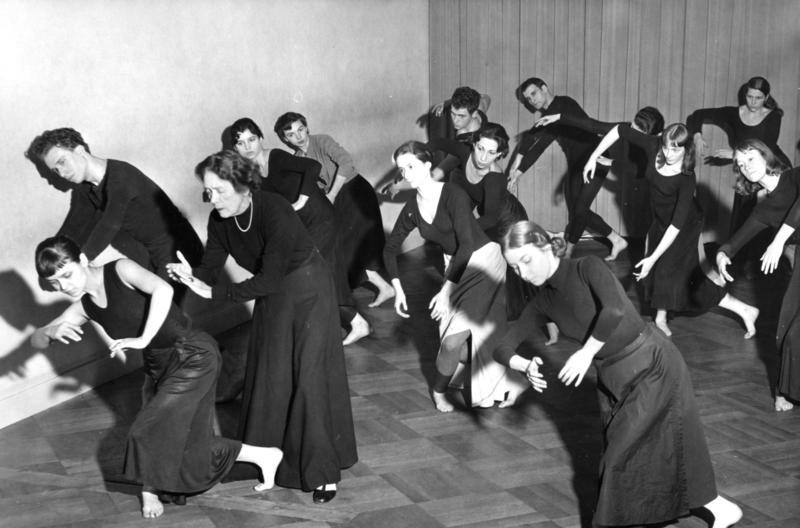
La ballarina expressionista Mary Wigman (fotografiada aquí el 1959, a sota, segona a l’esquerra) va servir com a influència en les seqüències de ball de la pel·lícula.

A diferència de la pel·lícula original, que encara que estava ambientada en una acadèmia de ballet presentava molt poc ball a la pantalla, Suspiria de Guadagnino utilitza la dansa com un dispositiu clau de la trama. Congruent amb el període en què es desenvolupa la pel·lícula, la dansa contemporània va ser una influència central en el ball en la pel·lícula. Kajganich va comentar que les ballarines alemanyes expressionistes Mary Wigman i Pina Bausch van ser influències específiques en la seva conceptualització de les rutines de ball. Mentre escrivia el guió, Kajganich va seguir la coreògrafa i ballarina Sasha Waltz per a conèixer millor els aspectes tècnics de la professió.
Damien Jalet coreografió les elaborades seqüències de ball en la pel·lícula. Guadagnino ho va contractar després de veure una presentació en viu de «Les Médusées» al Louvre. Incidentalment, Jalet s'havia inspirat en la pel·lícula de Argento quan va realitzar la coreografia Les Médusées. Jalet posteriorment va utilitzar Les Médusées com la base de la seqüència de la dansa culminant de sis minuts de la pel·lícula durant l'aquelarre. «Volíem passar d'una cosa bastant tècnica, matemàtic, amb un cert sentit d'elegància a alguna cosa on el cos es torna més salvatge i més i més distorsionat», va comentar Jalet. «L'escena va descriure una cosa molt caòtica, però vaig sentir que necessitàvem crear una cosa encara molt ritualitzada», va expressar a més. La dansa indonèsia va servir com a punt de referència per a la seqüència, la qual presenta moviments que són «entretallats, amb parades i arrencades aspres i un estil de braç que és íntim —en moments en què els ballarins s'agarren els uns als altres— i són molt lineals».
A part de Johnson i Goth, totes les actrius en les escenes de ball en pantalla eren ballarines professionals. Johnson va entrenar extensivament l'any previ al rodatge per a aconseguir el tipus de cos i la tècnica d'una ballarina, passant dues hores cada dia entrenant en un estudi de dansa a Vancouver mentre filmava Fifty Shades Freed (2018). Es va formar en diverses formes de dansa que van des de ballet a la dansa contemporània, ja que el seu personatge és el d'una ballarina sense formació professional, però amb una àmplia capacitat de competència. Específicament, va estudiar el treball de Wigman i va escoltar diversos artistes musicals de la dècada de 1970, com The Carpenters, Jefferson Airplane i Nina Simone, els quals, segons ella, li haurien ensenyat els moviments instintius del seu personatge. A principis de tardor de 2016, aproximadament dos mesos abans que comencés el rodatge, tant Johnson com Goth van començar a assajar la coreografia de la pel·lícula a Varese durant sis a vuit hores per dia.
Elena Fokina, qui va interpretar a Olga, també és ballarina professional. La seqüència en la qual el cos del seu personatge es contorsiona sobrenaturalment i es llança al voltant de la sala d'assaig es va aconseguir sense l'ajuda de CGI, amb Fokina realitzant les contorsions ella mateixa. Les pròtesis es van utilitzar per a aconseguir les seves lesions físiques, mentre que alguns elements es van eliminar en la postproducció a través de processament digital.

### Música
El cantant de Radiohead, Thom Yorke, va compondre la banda sonora de la cinta, la primera de la seva carrera. En ella participen la Orquestra i cor contemporani de Londres i el fill de Yorke, Noah, en la bateria. Inicialment va rebutjar l'oferta, però va acceptar després de mesos de sol·licituds de Guadagnino. Gran part de la banda sonora es va completar abans del rodatge de la pel·lícula, la qual cosa li va donar a Guadagnino l'oportunitat d'utilitzar la música en el set durant el rodatge.
Yorke va citar la inspiració de la banda sonora de Blade Runner, de 1982, artistas de musique concrète com Pierre Henry, artistes electrònics moderns com James Holden, i música de l'escenari de Berlín en 1977, com el krautrock. Ell va dir: «Hi ha una manera de transmetre en la música que pot hipnotitzar. Continuava pensant que és una manera de fer encanteris. Així que quan estava treballant en el meu estudi estava fent encanteris. Sé que sona realment estúpid, però així ho pensava jo». La banda sonora va ser llançada el 26 d'octubre de 2018 per XL Records. El 4 de setembre del mateix any, Yorke va llançar una cançó de la banda sonora, «Suspirium», amb lletres inspirades en el guió.

## Llançament
En la promoció de la pel·lícula, es va projectar una escena durant un esmorzar en la CinemaCon 2018 en Las Vegas, Nevada, a l'abril de 2018. Es va informar que les imatges eren tan intenses que «van traumatitzar» als presents. L'escena presentada va ser aquella en la qual Olga es contorsiona i destrossa a través de moviments realitzats durant la dansa d'improvisació de Susie. Peter Sciretta, de SlashFilm, va descriure l'escena com «molt espantosa i difícil de veure. Aquesta pel·lícula farà que la majoria de la gent se senti incòmoda»».
Suspiria va celebrar la seva estrena mundial a la 75a Mostra Internacional de Cinema de Venècia l'1 de setembre de 2018. Va tenir un llançament limitat en Los Angeles i Nova York el 26 d'octubre de 2018. Guadagnino va realitzar una sessió exclusiva de preguntes i respostes durant el primer cap de setmana de la pel·lícula a Los Angeles. Les projeccions limitades a partir de la nit de Halloween van estar programades per a diverses ciutats dels Estats Units, incloses Dallas, Denver, Portland, San Francisco, Seattle, Springfield (Missouri), i Tempe, Arizona. La pel·lícula es va estrenar als Estats Units el 2 de novembre de 2018. Després, va ser llançada al Regne Unit per Mubi el 16 de novembre de 2018.

## Recepció

### Taquilla
Suspiria va recaptar un total de $179.806 dòlars durant el seu primer cap de setmana d'estrena en el ArcLight Hollywood i Regal Union Square a Los Angeles i Nova York, respectivament. Això va marcar una mitjana de $89.903 dòlars per pantalla, el llançament de taquilla amb mitjana de pantalla més alt de l'any fins a aquest moment. Després de la seva expansió la setmana següent, la pel·lícula va recaptar $964.722 dòlars entre el 2 de novembre i el 4 de novembre, ocupant el número 19 en la taquilla dels Estats Units. A partir del 28 de febrer de 2019, la pel·lícula havia recaptat $4.704.104 dòlars a nivell internacional, i $2.483.472 dòlars als Estats Units, obtenint un total mundial de $7.505.252 dòlars.

### Crítiques
Les crítiques a Suspiria van ser notablement polaritzades des del seu llançament. Peter Travers, de Rolling Stone, va posar l'accent que «polaritzada» va servir com «una paraula massa delicada» per a descriure les reaccions a la pel·lícula. En Rotten Tomatoes, la pel·lícula posseeix un índex d'aprovació de 65% basat en 151 ressenyes, amb una qualificació mitjana de 7/10. El consens crític del lloc diu: «Suspiria ataca temes embriagadors amb una vigorosa lluentor, oferint una experiència visual que és audaçment conflictiva —i definitivament no és per a tots—». A Metacritic, la pel·lícula té un puntaje mitjà ponderat de 65 sobre 100, basat en 46 ressenyes, que indica «crítiques generalment favorables».

### Demanda
El 27 de setembre de 2018, es va informar que el distribuïdor estatunidenc de la pel·lícula, Amazon Studios, estava sent demandat per infracció de drets d'autor pel patrimoni de l'artista Ana Mendieta. La demanda, presentada en un tribunal federal en Seattle, va al·legar que dues imatges presents en el teaser tràiler de la pel·lícula van ser plagiades del treball de Mendieta. La primera és una imatge de les mans d'una dona lligada amb una corda en una taula blanca, suposadament derivada de Untitled (Rap Scene), i l'altra és la silueta vermella d'un cos imprès en un llençol, que s'afirma que està derivada d'un treball titulat Silueta. Una carta de cessament i desistiment s'havia lliurat prèviament a Amazon al juliol sobre les imatges, i no es van incloure en el posterior tràiler oficial publicat el mes següent. Segons la demanda, totes dues imatges havien estat eliminades de la pel·lícula, però altres vuit escenes tenien suposadament notables similituds amb altres obres de Mendieta. El 24 d'octubre de 2018, dos dies abans del llançament de la pel·lícula als Estats Units, es va informar que Amazon Studios i la propietat de Mendieta havien aconseguit un acord no revelat.

## Reconeixements
| Llista de premis i nominacions                | Llista de premis i nominacions | Llista de premis i nominacions                | Llista de premis i nominacions | Llista de premis i nominacions | Llista de premis i nominacions |
| Organització                                  | Data de cerimònia              | Categoria                                     | Nominat/a (s) | Resultat                       | Ref(s)                         |
| --------------------------------------------- | ------------------------------ | --------------------------------------------- | --- | ------------------------------ | ------------------------------ |
| Mostra Internacional de Cinema de Venècia     | 8 de setembre de 2018          | Lleó d'Or                                     | Luca Guadagnino | Nominada                       | [ 23 ]                         |
| Mostra Internacional de Cinema de Venècia     | 8 de setembre de 2018          | Queer Lion                                    | Luca Guadagnino | Nominada                       | [ 100 ]                        |
| Mostra Internacional de Cinema de Venècia     | 8 de setembre de 2018          | Premi Soundtrack Stars for Best Original Song | «Suspirium» de Thom Yorke | Guanyadora                     | [ 101 ]                        |
| Mostra Internacional de Cinema de Venècia     | 8 de setembre de 2018          | La Pellicola d'Oro Award for Special Effects  | Franco Ragusa | Guanyador                      | [ 101 ]                        |
| Premis Independent Spirit                     | 23 de febrer de 2019           | Premi Robert Altman                           | Luca Guadagnino, Avy Kaufman, Stella Savino, Małgosia Bela, Ingrid Caven, Lutz Ebersdorf, Elena Fokina, Mia Goth, Jessica Harper, Dakota Johnson, Gala Moody, Chloë Grace Moretz, Renée Soutendijk, Tilda Swinton, Sylvie Testud & Angela Winkler | Guanyadores                    | [ 102 ]                        |
| Premis Independent Spirit                     | 23 de febrer de 2019           | Millor cinematografia                         | Sayombhu Mukdeeprom | Guanyador                      | [ 103 ]                        |
| Washington D.C. Area Film Critics Association | 3 de desembre de 2018          | Millor cançó original                         | Thom Yorke | Nominat                        | [ 104 ]                        |
| Chicago Film Critics Association              | 8 de desembre de 2018          | Millor cançó original                         | Thom Yorke | Nominat                        | [ 105 ]                        |
| Los Angeles Online Film Critics Society       | 7 de desembre de 2018          | Millor pel·lícula d’horror/ciència-ficció     | Suspiria | Nominat                        | [ 106 ]                        |
| Indiana Film Journalists Association          | 17 de desembre de 2018         | Millor pel·lícula                             | Suspiria | Finalista                      | [ 107 ]                        |
| Indiana Film Journalists Association          | 17 de desembre de 2018         | Millor guió adaptat                           | David Kajganich | Finalista                      | [ 107 ]                        |
| Indiana Film Journalists Association          | 17 de desembre de 2018         | Millor director                               | Luca Guadagnino | Finalista                      | [ 107 ]                        |
| Indiana Film Journalists Association          | 17 de desembre de 2018         | Millor actriu                                 | Dakota Johnson | Finalista                      | [ 107 ]                        |
| Indiana Film Journalists Association          | 17 de desembre de 2018         | Millor actriu de repartiment                  | Tilda Swinton | Finalista                      | [ 107 ]                        |
| Indiana Film Journalists Association          | 17 de desembre de 2018         | Millor banda sonora                           | Thom Yorke | Guanyador                      | [ 108 ]                        |
| Philadelphia Film Critics Circle              | 9 de desembre de 2018          | Millor cançó/Soundtrack                       | Thom Yorke | Guanyador                      | [ 109 ]                        |
| New Mexico Film Critics Association           | 9 de desembre de 2018          | Millor cançó original                         | "Suspirium" de Thom Yorke | Guanyador                      | [ 110 ]                        |
| Seattle Film Critics Society                  | 17 de desembre de 2018         | Millor disseny de vestuari                    | Giulia Piersanti | Nominat                        | [ 111 ]                        |
| Seattle Film Critics Society                  | 17 de desembre de 2018         | Millor pel·lícula                             | Suspiria | Nominat                        | [ 111 ]                        |
| Critics' Choice Movie Awards                  | 13 de gener de 2019            | Millor ciència-ficció/horror                  | Suspiria | Nominat                        | [ 112 ]                        |
| Critics' Choice Movie Awards                  | 13 de gener de 2019            | Millor estilisme i maquillatge                | Suspiria | Nominat                        | [ 112 ]                        |
| Phoenix Critics Circle Awards                 | 15 de desembre de 2018         | Millor film d’horror                          | Suspiria | Nominat                        | [ 113 ]                        |
| Phoenix Critics Circle Awards                 | 15 de desembre de 2018         | Millor banda sonora                           | Thom Yorke | Nominat                        | [ 113 ]                        |
| Las Vegas Film Critics Society Awards         | 14 de desembre de 2018         | Millor banda sonora                           | Thom Yorke | Guanyador                      | [ 114 ]                        |
| Houston Film Critics Society                  | 3 de gener de 2018             | Millor banda sonora                           | Thom Yorke | Nominat                        | [ 115 ]                        |
| Houston Film Critics Society                  | 3 de gener de 2018             | Millor cartell                                | Suspiria | Nominat                        | [ 115 ]                        |
| Music City Film Critics Association Awards    | 10 de gener de 2019            | Millor pel·lícula de terror                   | Suspiria | Nominat                        | [ 116 ]                        |
| Austin Film Critics Association Awards        | 7 de gener de 2019             | Millor pel·lícula                             | Suspiria | Nominat                        | [ 117 ]                        |
| Austin Film Critics Association Awards        | 7 de gener de 2019             | Millor banda sonora                           | Thom Yorke | Nominat                        | [ 117 ]                        |
| Fright Meter Awards                           | 20 de desembre de 2018         | Millor cinematografia                         | Sayombhu Mukdeeprom | Segon lloc                     | [ 118 ]                        |
| Fright Meter Awards                           | 20 de desembre de 2018         | Millor disseny de vestuari                    | Giulia Piersanti | Nominada                       | [ 118 ]                        |
| Fright Meter Awards                           | 20 de desembre de 2018         | Millor director                               | Luca Guadagnino | Nominat                        | [ 118 ]                        |
| Fright Meter Awards                           | 20 de desembre de 2018         | Millor maquillatge                            | Suspiria | Guanyador                      | [ 118 ]                        |
| Fright Meter Awards                           | 20 de desembre de 2018         | Millor guió                                   | David Kajganich | Nominat                        | [ 118 ]                        |
| Fright Meter Awards                           | 20 de desembre de 2018         | Millor actriu de repartiment                  | Tilda Swinton | Guanyadora                     | [ 118 ]                        |
| Capri Hollywood International Film Festival   | 2 de gener de 2019             | Productor de l’any                            | Bradley J. Fischer | Guanyador                      | [ 119 ]                        |
| Online Film Critics Society Awards            | 2 de gener de 2019             | Millor soundtrack                             | Thom Yorke | Nominat                        | [ 120 ]                        |
| Dorian Awards                                 | 8 de gener de 2019             | Campy Flick of the Year                       | Suspiria | Nominat                        | [ 121 ]                        |
| Awards Circuit Community Awards               | 10 de gener de 2019            | Millor maquillatge i estilisme                | Mark Coulier, Fernanda Perez & Manola Garcia | Nominats                       | [ 122 ]                        |
| Georgia Film Critics Association              | 12 de gener de 2019            | Millor cançó original                         | "Suspirium" de Thom Yorke | Nominat                        | [ 123 ]                        |
| London Critics Circle Film Awards             | 20 de gener de 2019            | Assoliment tècnic de l’any                    | Thom Yorke (música) | Nominat                        | [ 124 ]                        |
| Chicago Indie Critics                         | 2 de febrer de 2019            | Millor disseny de vestuari i maquillatge      | Giulia Piersanti (vestuari), Fernanda Perez (maquillatge) | Nominades                      | [ 125 ]                        |
| International Cinephile Society Awards        | 3 de febrero de 2019           | Millor pel·lícula                             | Suspiria | Nominada                       | [ 126 ]                        |
| Fangoria Awards                               | 25 de febrero de 2019          | Millor pel·lícula de llançament limitat       | Suspiria | Nominada                       | [ 127 ]                        |
| Fangoria Awards                               | 25 de febrero de 2019          | Millor actriu de repartiment                  | Tilda Swinton | Guanyadora                     | [ 127 ]                        |
| Fangoria Awards                               | 25 de febrero de 2019          | Millor cançó                                  | Thom Yorke | Nominat                        | [ 127 ]                        |
| Fangoria Awards                               | 25 de febrero de 2019          | Millor maquillatge FX                         | Mark Couiler | Guanyador                      | [ 127 ]                        |
| Premis Grammy                                 | 26 de gener de 2020            | Millor composició per mitjans visuals         | "Suspirium" de Thom Yorke | Nominada                       | [ 128 ]                        |

## Possible seqüela
En una entrevista amb Deadline, Guadagnino va revelar que el títol original de la pel·lícula era Suspiria: Part One, que es va modificar per no reflectir alguna cosa que no podria considerar-se una obra independent. No obstant això, va admetre el seu interès a explorar més a fons els orígens dels personatges de Madame Blanc i Helena Markos, i també el futur de Susie Bannion – sempre que la pel·lícula fos un èxit en la taquilla. Guadagnino va expressar interès a fer una preqüela sobre Markos, dient: «Tinc aquesta imatge en la ment d'Helena Markos en solitud l'any 1212 en Escòcia o en Espanya. Deambulant per un poble i tractant de trobar una manera de com ella pot manipular a les dones. Tinc aquesta imatge. Sé que ella va ser allí, sé que van passar de sis-cents a set-cents anys abans de la història real d'aquesta pel·lícula».